# Canonici regolari di Sant'Antonio di Vienne
I canonici regolari di Sant'Antonio di Vienne erano un ordine ospedaliero e monastico-militare medievale. I membri di questo ordine, chiamati anche cavalieri del fuoco sacro (la malattia oggi detta ergotismo o "fuoco di Sant'Antonio"), si dedicavano alle cure degli ammalati di ergotismo che cercavano grazia e conforto presso i santuari di sant'Antonio abate. Venivano anche soprannominati cavalieri del tau, per la loro divisa che era formata da una veste e da un manto neri, con una croce di soli tre bracci di colore azzurro, cucita sopra il cuore.

## Origini

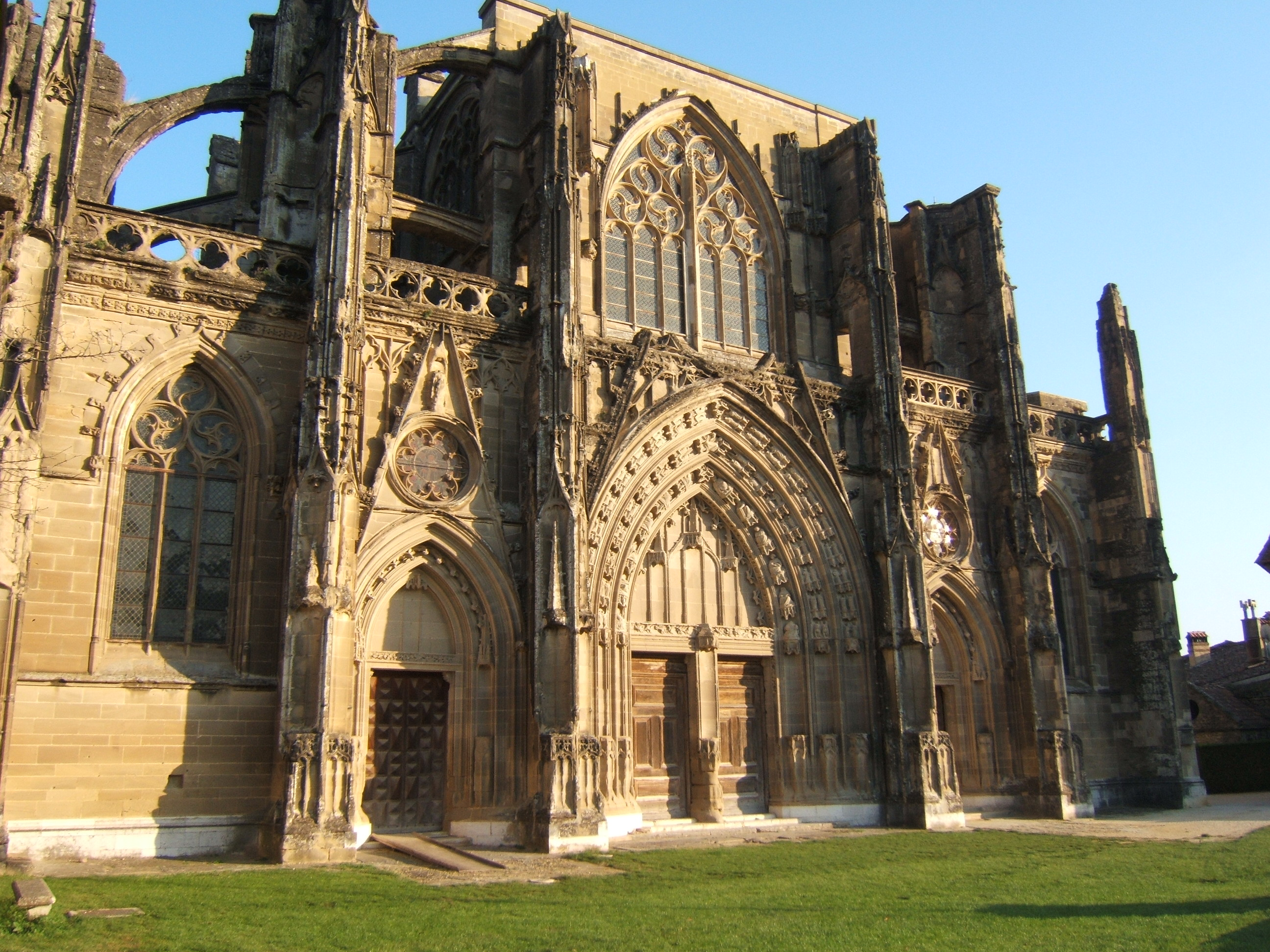
Facciata della chiesa abbaziale di Saint-Antoine-l'Abbaye.

All'inizio del millennio un nobile francese, Jocelin de Chateau Neuf, di ritorno da un pellegrinaggio in Terra santa, portò nel Delfinato le spoglie di Antonio abate, avute in dono, pare, dall'imperatore di Costantinopoli. Le reliquie vennero lasciate a La Motte St. Didier (attuale Saint-Antoine-l'Abbaye), vicino a Vienne, dove già esisteva un priorato benedettino. Qui nel 1095 sorse una comunità laicale con fini ospedalieri, a seguito del voto fatto dal nobile Gastone, che aveva avuto un figlio guarito dall'ergotismo, per grazia ricevuta al santuario di Saint Antoine Abbaye. Egli, assieme al figlio e ad altri cinque nobili del Delfinato, formarono il primo nucleo di questo ordine. La confraternita laica di Gastone venne approvata da papa Urbano II nel 1095 e confermata da papa Onorio III con bolla papale nel 1218. Nel 1297 papa Bonifacio VIII, con la bolla Ad apostolicae dignitatis, eresse in Ordine di canonici regolari l'antica compagine ospedaliera sotto la regola di S. Agostino, nasce così l'Ordine ospedaliero dei canonici regolari di S. Agostino di S. Antonio abate di Vienne, detto comunemente degli Antoniani Viennois o di Vienne o, in area italica, di Vienna.

## Rapida espansione

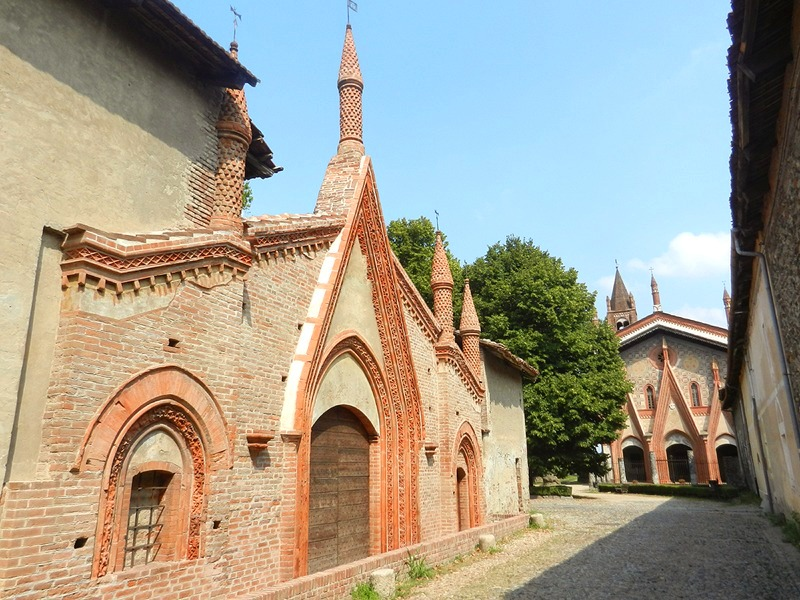
Ospedale (a sin.) e Precettoria (sullo sfondo) di Sant'Antonio a Ranverso in Valle di Susa

L'Ordine in origine era formato da infermieri e frati laici che avevano come superiori religiosi i Benedettini dell'abbazia di Montmajour presso Arles, sottomissione che provocava continui litigi e discussioni, che non impedirono all'Ordine di espandersi rapidamente in tutta Europa e oltre. In Italia i primi ospitali sorsero lungo la via francigena che collegava Delfinato e Italia, presso la Precettoria di Sant'Antonio a Ranverso in Val di Susa (ante 1188), poi a Roma, Teano (CE) e presso Napoli e Brescia.
Nel 1253 papa Innocenzo IV chiamò gli antoniani a costruire l'ospedale mobile della Curia romana che era incaricato di seguire il papa nei suoi spostamenti. Alla fine del XIII secolo l'ordine era presente in buona parte dell'Europa, ma anche a Cipro, Costantinopoli, Atene e persino in Etiopia e nei paesi dei Tartari. Nell'ultimo decennio del secolo XIII venne anche definitivamente risolta la questione della sottomissione ai Benedettini. Il diciassettesimo gran maestro dell'Ordine, Aimone de Montany, riesce a ottenere il priorato, con bolla papale del 9 giugno 1297; da questo momento il gran maestro diventa il primo abate dell'ordine degli antoniani a cui faranno riferimento tutte le commanderie sparse per il mondo. Il capitolo generale tenutosi nel 1298 approva la nuova regola, che era conforme ai canoni agostiniani e cambia il nome in Ordine dei canonici regolari di Sant'Antonio di Vienne. I monaci antoniani erano facilmente identificabili dall'abito, che consisteva in una tonaca nera con una grande ‘tau’ azzurra, detta la "potenza di S. Antonio”, cucita sulla sinistra del petto. Questi religiosi vivevano di elemosine e lasciti, spesso causa di abusi e scontri con gli altri ordini.
Lo stesso Dante, in uno degli ultimi canti della Divina Commedia, prende di mira gli antoniani, evidentemente molto attivi e spesso insistenti nella richiesta di elemosine e scrive: "di questo ingrassa il porco Sant'Antonio/ e altri assai son ancor più porci, / pagando di moneta senza conio" (Paradiso, canto XXIX, vv.124-126).
L'Ordine ebbe nel corso della sua storia, durata fino al 1776, anno della soppressione, una grandissima espansione territoriale i cui limiti erano a nord la Svezia, a est l'Ucraina e a sud forse l'Etiopia, con circa mille fondazioni, delle quali un centinaio distribuite in tutta l'Italia. Non a caso nel XV secolo gli antoniani assistevano ben oltre 4000 pazienti, in circa 370 ospedali sparsi per l'Europa.

## Declino e fine
Ma a partire dal XVII secolo il fenomeno dell'accorpamento degli ospedali gestiti dai vari ordini e il miglioramento delle condizioni igieniche in Europa (che portarono alla scomparsa delle grandi epidemie che avevano flagellato il vecchio continente nei secoli precedenti), fecero venir meno la stessa ragione d'esistere degli antoniani, sempre più divisi da dispute e conflittualità interne.
Così nel 1774, due anni prima della soppressione dell'Ordine, venne decisa dal Capitolo generale degli antoniani l'unione con l'Ordine di Malta, che si prefiggeva anch'esso, fra i suoi scopi, l'assistenza e la cura dei pellegrini. Il 17 dicembre 1776 papa Pio VI con la bolla Rerum humanarum conditio sancì definitivamente l'abolizione dell'ordine antoniano i cui beni passarono in gran parte all'Ordine di Malta e, nel Regno di Napoli, all'Ordine Costantiniano.

## Le fondazioni Antoniane
L'Ordine lasciò traccia del suo passaggio attraverso una serie pressoché infinita di ospedali e luoghi di culto dedicati a sant'Antonio abate distribuiti in tutta Europa.
Naturalmente la scelta delle località in cui sorgevano le fondazioni degli antoniani era determinata dagli scopi a cui esse erano destinate, ovvero l'accoglienza dei viaggiatori e dei pellegrini e in particolare la cura dei malati. Non a caso accanto a ogni fondazione spesso è testimoniata la presenza dell'ospedale.
Solitamente questo era un edificio spartano che comprendeva una cucina con la mensa, i dormitori, una cappella e alcuni locali di servizio. Qui all'ospitalità si affiancava la cura delle malattie che colpivano i pellegrini durante il loro viaggio. Con il tempo questa funzione divenne prevalente, tanto che dall'hospitale medievale è derivato l'attuale significato di ospedale.
Una delle maggiori comunità antoniane fu fondata a Napoli alla fine del XIII secolo.

## Il fuoco di Sant'Antonio
La malattia che l'Ordine antoniano curava in modo specifico era l'ergotismo conosciuta nel medioevo con il nome di «fuoco di Sant'Antonio» (soprannome in seguito attribuito anche all'herpes zoster), molto diffuso tra i poveri a causa della cattiva alimentazione, che era provocato soprattutto dall'ingestione di segale cornuta (veniva così chiamata la segale contaminata da un fungo che sviluppava un alcaloide che provocava l'intossicazione).
Gli antoniani usavano soprattutto il grasso di maiale come emolliente per le piaghe provocate dal fuoco di Sant'Antonio, per questo nei loro possedimenti allevavano spesso i maiali che simbolicamente venivano raffigurati anche nelle chiese dell'Ordine.

## I simboli antoniani
Il “Tau” era il simbolo degli antoniani, probabilmente venne scelto perché, oltre a ricordare la croce, rappresentava la stampella usata dagli ammalati e alludeva alla parola "thauma", che in greco antico significa "prodigio". Secondo altre fonti, essendo la lettera tau l'ultima dell'alfabeto ebraico, essa indicava le cose ultime a cui il grande santo taumaturgo Antonio sempre pensava.

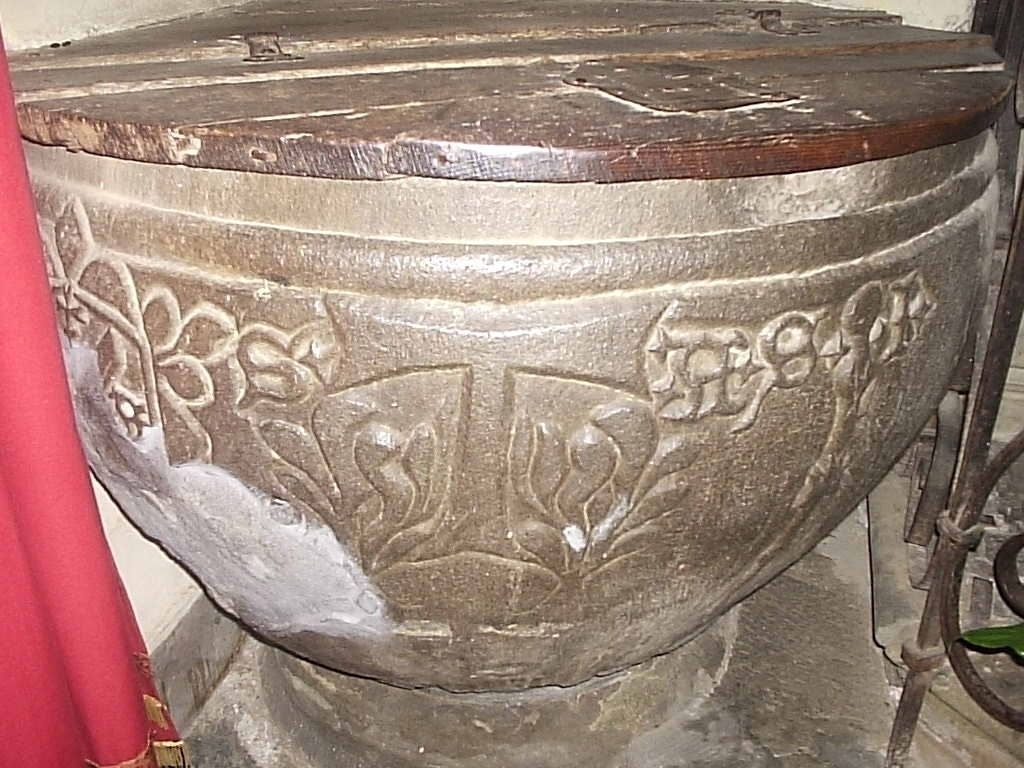
Fivizzano: fonte battesimale del secolo XIV (con il simbolo del TAU) nella chiesa prepositurale di Sant'Antonio e San Jacopo fondata il 30 luglio 1377 dai Frati Ospitalieri di Sant'Antonio di Vienne.

Altro simbolo dell'Ordine era la campanella, con la quale gli antoniani annunciavano il loro arrivo durante gli spostamenti e le questue.
Simboli che, col tempo, sono diventati attributi dello stesso sant'Antonio abate a cui tradizionalmente è associata anche l'immagine del fuoco, sia in virtù del potere taumaturgico del santo nella cura del fuoco di Sant'Antonio, ma anche perché secondo la tradizione popolare il santo abate è custode dell'inferno, da dove sottrae le anime dannate, ingannando i diavoli con abili stratagemmi.